# Marissa King
Marissa Petra King (Cambridge, 20 de abril de 1991) é uma ginasta britânica que compete em provas de ginástica artística. 
Marissa fez parte da equipe britânica que disputou os Jogos Olímpicos de Pequim, em 2008, China.

## Carreira
Começando sua carreira sênior no ano de 2007, Marissa participou do Campeonato Europeu de Amsterdã, conquistando a sexta colocação na prova de salto. No Campeonato Mundial de Stuttgart, Marissa conquistou a sétima colocação por equipes, classificando-se para os Jogos Olímpicos de 2008. Na etapa de Copa do Mundo na mesma cidade, foi sexta no solo e quarta no salto. No Glasgow Grand Prix, foi medalhista de ouro na prova do salto.
Em 2008, no Campeonato Europeu de Clermont-Ferrand, terminou em sexto por equipes. Em agosto do mesmo ano, em sua primeira aparição olímpica, nos Jogos Olímpicos de Pequim, conquistou a nona colocação por equipes,- insuficiente para disputar a final-, no individual geral, só foi e a 42ª colocada.

## Principais resultados
| Ano  | Evento                                    | AA  | Equipe | Barras assimétricas | Trave | Solo | Salto sobre o cavalo |
| ---- | ----------------------------------------- | --- | ------ | ------------------- | ----- | ---- | -------------------- |
| 2007 | Campeonato Europeu                        |     |        | 6º                  |       |      |                      |
| 2007 | Campeonato Mundial de Ginástica Artística |     | 7º     |                     |       |      |                      |
| 2007 | Copa do Mundo - Glasgow                   |     |        | Medalha de ouro     |       |      |                      |
| 2007 | Copa do Mundo - Stuttgart                 |     |        | 4º                  |       |      | 6º                   |
| 2008 | Campeonato Europeu                        | 55º |        | 10º                 | 19º   |      | 34º                  |
| 2008 | Copa do Mundo - Maribor                   |     |        | Medalha de prata    |       |      |                      |
| 2008 | Jogos Olímpicos                           | 42º | 9º     |                     |       |      |                      |